# Никола Ризов (хайдутин)
 Тази статия е за хайдутина.  За дипломата вижте Никола Ризов.  
Никола (Кольо) Ризов е български хайдутин и революционер, войвода на Македонския комитет.

## Биография
Никола Ризов е роден в пиринското село Влахи, тогава в Османската империя. Участва в Четническата акция на Македонския комитет в 1895 година. Заедно с Кочо Муструка и Борис Сарафов превзема град Мелник на 12 юли 1895 година.